# رونه هولم
رونه هولم (به سوئدی: Rönneholm) یک منطقهٔ مسکونی در سوئد است که در بخش مالمو واقع شده‌است. رونه هولم ۷٬۲۶۴ نفر جمعیت دارد.